# Метелевский сельсовет
Метелевский сельсовет — сельское поселение в Купинском районе Новосибирской области Российской Федерации.
Административный центр — село Метелево.

## История
Статус и границы сельского поселения установлены Законом Новосибирской области от 2 июня 2004 года № 200-ОЗ «О статусе и границах муниципальных образований Новосибирской области»

## Население
| 2002 | 2010 | 2012 | 2013 | 2014 | 2015 | 2016 |
| ---- | ---- | ---- | ---- | ---- | ---- | ---- |
| 1250 | ↘917 | ↘873 | ↘840 | ↘813 | ↘799 | ↘788 |
| 2017 | 2018 | 2019 | 2020 | 2021 |      |      |
| ↘766 | ↘752 | ↘734 | ↘707 | ↘675 |      |      |

## Состав сельского поселения
| № | Населённый пункт | Тип населённого пункта       | Население |
| - | ---------------- | ---------------------------- | --------- |
| 1 | Алфёровка        | деревня                      | ↘109      |
| 2 | Берёзовка        | деревня                      | ↘195      |
| 3 | Метелево         | село, административный центр | ↘579      |
| 4 | Митрофановка     | деревня                      | ↘34       |